# Sasanka alpejska

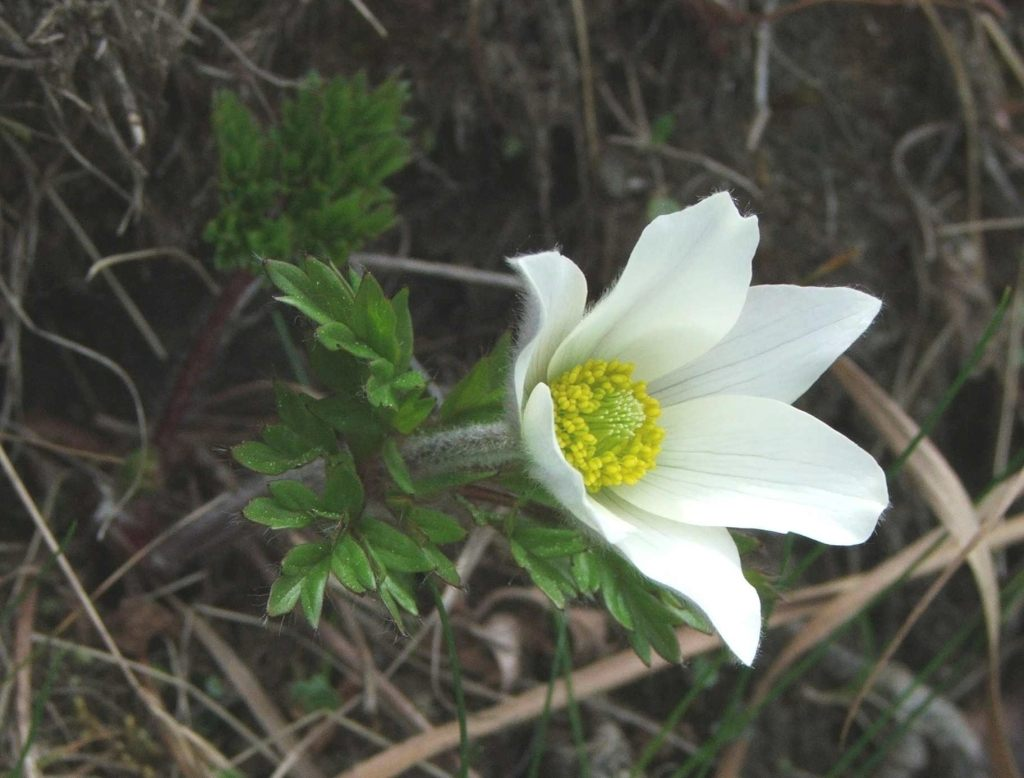
Kwiat

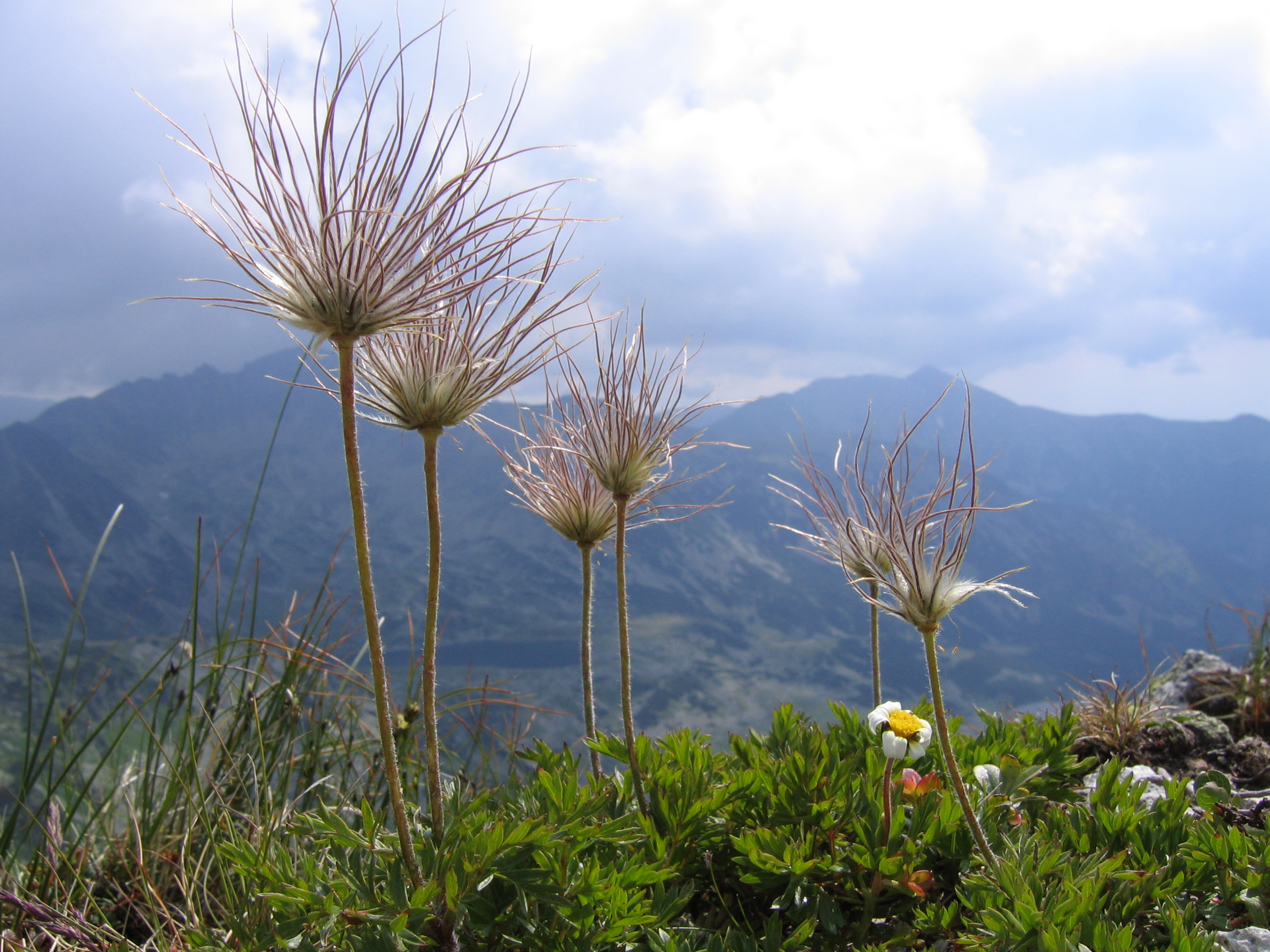
Owoce zbiorowe

Sasanka alpejska, s. biała (Pulsatilla alpina (L.) Delarbre) – gatunek rośliny z rodziny jaskrowatych. Typowy gatunek górski. Rośnie w górach Południowej i Środkowej Europy oraz na Kaukazie. W Polsce występuje w Sudetach (Góry Izerskie i Karkonosze), na Babiej Górze i w Tatrach.

## Morfologia
ŁodygaJest charakterystycznie, jedwabiście owłosiona i osiąga wysokość do 30 cm. Powyżej połowy jej wysokości wyrastają z niej 3 listki.
LiścieLiście odziomkowe wyrastają w rozetce, blisko ziemi. Są intensywnie zielone, z długimi ogonkami liściowymi, podwójnie trójdzielne i głęboko wcinane. Ogonki liściowe są silnie owłosione. Oprócz liści odziomkowych występują jeszcze na łodydze 3 liście łodygowe w jednym okółku. Są one podobne kształtem do liści odziomkowych, lecz nie posiadają ogonków i są mniejsze. Jesienią wszystkie liście zmieniają barwę, przyjmując szeroką gamę kolorów, od czerwonego do fioletowego.
KwiatyZ każdej łodygi, na jej wierzchołku, wyrasta tylko jeden kwiat, osiągający wielkość 2,5 – 4, 5 cm. Nie jest on zróżnicowany na kielich i koronę. Ma śnieżnobiałą barwę i podzielony jest na 6 działek okwiatu (czasami, rzadko zdarza się 8). Dolna część kwiatu jest niebieskoszara i owłosiona. Wewnątrz kwiatu liczne, żółtej barwy pręciki i słupki, ułożone spiralnie.
OwoceZbiór niełupek posiadających długie, owłosione wyrostki. Po przekwitnięciu owoc zbiorowy sasanki tworzy bardzo charakterystyczną, puszystą kulkę.

## Biologia i ekologia
RozwójBylina, hemikryptofit. Kwitnie od maja do czerwca, wytwarzając dużo pyłku i nektaru. Kwiaty zapylane są przez błonkówki, owoce rozsiewane są przez wiatr.
SiedliskoRośnie w szczelinach skalnych, jeśli tylko jest tam trochę próchnicy, w borówczyskach, w murawie na zboczach gór. Gatunek światłolubny. W Tatrach rośnie od wysokości 830 m n.p.m., aż po 2300 m n.p.m., na Babiej Górze od 1415 po 1725. Preferuje podłoże granitowe, na wapieniach występuje tylko wtedy, gdy wytworzyła się na nich wystarczająco gruba warstwa próchnicy. Głównie występuje w piętrze halnym.
FitosocjologiaGatunek charakterystyczny dla zespołu Oreochloo distichae-Juncetum trifidi.
Cechy fitochemiczneRoślina trująca. Jak inne gatunki sasanek jest lekko trująca. Powoduje mdłości i odurzenie, pobudzenie i paraliż ośrodkowego układu nerwowego.

## Ochrona
W Polsce gatunek objęty ochroną gatunkową. Nie jest zagrożony. Niemal wszystkie jego stanowiska znajdują się w 3 górskich parkach narodowych: babiogórskim. karkonoskim i tatrzańskim.

## Zastosowanie i uprawa
Jest uprawiana jako roślina ozdobna. Szczególnie nadaje się do ogrodów skalnych, ale może być uprawiana również na rabatach i na obwódkach rabat. Jej walorami są ładne kwiaty, wczesny i dość długi okres kwitnienia, ozdobne są także owoce zbiorowe po przekwitnięciu rośliny. Ma inne, niż pozostałe sasanki wymagania, w odróżnieniu od nich bowiem potrzebuje kwaśnego podłoża z torfu kwaśnego, gliny i piasku. Stanowisko może być słoneczne lub półcieniste. Rozmnaża się ją przez wysiew nasion do doniczek z kwaśnym podłożem i wystawionych na działanie śniegu i mrozu.